# Du Mädel vom Rhein
Du Mädel vom Rhein er en tysk stumfilm fra 1922 af Hans Felsing.

## Medvirkende
- Paul Conradi som Anton Langbein
- Vera Conti
- Carl Geppert
- Melitta Klefer som Christl Pröppke
- Manfred Koempel-Pilot som Lotse Jörg
- Ellen Plessow som Frau Langbein
- Fritz Russ som Pröppke